# Cratere Ibsen
Ibsen è un cratere d'impatto presente sulla superficie di Mercurio, a 24,38° di latitudine sud e 35,91° di longitudine ovest. Il suo diametro è pari a 159 km.
Il cratere è stato battezzato dall'Unione Astronomica Internazionale in onore del poeta e drammaturgo norvegese Heinrich Ibsen.